# Georg Sauerbier
Georg Hermann Sauerbier (* 10. Juli 1886 in Butzbach; † 14. Januar 1970 in Wiesbaden) war ein deutscher Landwirt und Mitglied des Provinziallandtages der Provinz Hessen-Nassau.

## Leben
Georg Sauerbier war der Sohn eines Bausern. Er absolvierte ein landwirtschaftliches Studium an der Universität Gießen, musste Kriegsdienst leisten und kaufte den Hof Waldhof in Pasewalk in Mecklenburg-Vorpommern. 1930 erwarb er das Hofgut Georgenthal, welches er bis zur Verpachtung im Jahre 1939 selbst bewirtschaftete. Den Hof Waldhof verpachtete er zunächst, bevor er ohn verkaufte. Das Reichserbhofgericht hatte ihm die „Bauernfähigkeit“ abgesprochen. So musste er den Hof abgeben und verlor auch seine Mitgliedschaft in der NSDAP. Er engagierte sich in der Kommunalpolitik und hatte als Mitglied der Wirtschaftspartei einen Sitz im Kreistag Ueckermünde. 
Zum 1. Februar 1932 war er in die NSDAP eingetreten (Mitgliedsnummer 926202), für die er einen Sitz im Kreistag des Untertaunuskreises gewann. 1933 erhielt er ein Mandat für den letzten Nassauischen Kommunallandtag des preußischen Regierungsbezirks Wiesbaden bzw. für den Provinziallandtag der Provinz Hessen-Nassau. Beide Parlamente wurden noch im selben Jahr durch die Nationalsozialisten aufgelöst.
Zwischen 1930 und 1933 war er Güterdirektor der Stadt Frankfurt und danach ab 1933 beim Bezirkskommunalverband Hessen-Nassau in Wiesbaden und Präsident der Landwirtschaftskammer Wiesbaden. Daneben war er Vorsitzender des Kreislandesbundes und von 1933 bis September 1934 Kreis- bzw. Bezirksbauernführer und Hauptabteilungsleiter II b des Reichsnährstandes im Regierungsbezirk Wiesbaden. Im Juni 1937 wurde er Güterdirektor für die Gutswirtschaften und Gärtnereien in den Kranken- und Fürsorgeanstalten des Bezirkskommunalverbandes Kassel sowie der Kommunalverwaltung des
Regierungsbezirks Wiesbaden mit der Dienstbezeichnung „Provinzialgüterdirektor“.
Im August 1939 wurde er zum Wehrdienst eingezogen und musste anschließend bis Februar 1940 Kriegsdienst leisten. Nach seiner Entlassung wurde er zunächst kommissarisch und ab Januar 1945 definitiv mit der Leitung des Arbeitserziehungslagers Breitenau beauftragt. Nach dem Einmarsch der amerikanischen Truppen wurde er verhaftet und musste bis September 1946 die Haft im Internierungs- und Arbeitslager Darmstadt verbringen.

### Öffentliche Ämter
- 1932 Vorsitzender des Kreislandbundes
- 1933 Präsident der Landwirtschaftlichen Kammer Wiesbaden
- 1933 Stellvertreter der Hauptversammlung der Hessen-Nassauischen Lebensversicherungsanstalt und der Nassauischen Landesversicherungsbank
- 1933/1934 Hauptabteilungsleiter bei der Landesbauernschaft Hessen-Nassau und Frankfurt/Main
- 1933/1934 Kreisbauernführer im Untertaunuskreis
- 1934–1939 Mitglied der „Spruchkammer des Regierungsbezirkes Wiesbaden für Siedlung und Auseinandersetzung“